# Kenta Hasegawa
Kenta Hasegawa (Shizuoka, 25 settembre 1965) è un allenatore di calcio ed ex calciatore giapponese, di ruolo attaccante, tecnico del Nagoya Grampus.

## Carriera
Dal 2013 al 2017 ha allenato il Gamba Osaka.

## Palmarès

### Giocatore

#### Competizioni nazionali
- Japan Soccer League: 2

Nissan Motors: 1988-1989, 1989-1990
- Japan Soccer League Cup: 3

Nissan Motors: 1988, 1989, 1990
- Coppa J. League: 1

Shimizu S-Pulse: 1996

### Allenatore

#### Competizioni nazionali
- J2 League: 1

Gamba Osaka: 2013
- Coppa J. League: 3

Gamba Osaka: 2014
FC Tokyo: 2020
Nagoya Grampus: 2024
- Campionato giapponese: 1

Gamba Osaka: 2014
- Coppa dell'Imperatore: 2

Gamba Osaka: 2014, 2015
- Supercoppa del Giappone: 1

Gamba Osaka: 2015